# Julia Faye
Julia Faye Maloney (Richmond, Virginia, 24 de septiembre de 1892 – Los Ángeles, California, 6 de abril de 1966), conocida simplemente como Julia Faye, fue una actriz estadounidense cuya carrera abarca desde el cine mudo hasta el fin del cine clásico de Hollywood.